# جوش أولسون
جوش أولسون (بالإنجليزية: Josh Olson)‏ هو لاعب هوكي الجليد أمريكي، ولد في 13 يوليو 1981 في فارغو في الولايات المتحدة.

## وصلات خارجية
- جوش أولسون على موقع دوري الهوكي الوطني (الإنجليزية)
- جوش أولسون على موقع EliteProspects.com (الإنجليزية)
- جوش أولسون على موقع HockeyDB.com (الإنجليزية)
- جوش أولسون على موقع Hockey-Reference.com (الإنجليزية)